# Upplands runinskrifter 1131
Upplands runinskrifter 1131 är en försvunnen vikingatida runsten som funnits i Långörn, Alunda socken och Östhammars kommun. Stenen pryds nedtill av en repstav.

## Inskriften
Translitterering av runraden:
[iufur · r... stan · aftir · fuluka · faþur · sin]
Normalisering till runsvenska:
Iofurr r[æisti] stæin æftiʀ Fullhuga, faður sinn.
Översättning till nusvenska:
Jovur reste stenen efter Fulluge, sin fader.